# مقاطعة مونموث (نيو جيرسي)
مقاطعة مونموث (بالإنجليزية: Monmouth County, New Jersey)‏ هي إحدى مقاطعات ولاية نيو جيرسي في الولايات المتحدة. ، بلغ عدد سكانها 630380 نسمة في عام 2010 حسب إحصاء مكتب تعداد الولايات المتحدة وتصل الكثافة السكانية فيها 515.8 نسمة/كم2.

## أعلام
- رونالد إم. فوستر
- بوردن باركر بون
- بين آدامز
- جون دي ليو
- ألين كولمان
- جوزيف دبليو. أوكسلي
- ديفيد فورمان
- جون أندرسون
- ثيودور فيلدز
- جيمس كوكس

## وصلات خارجية
- www.visitmonmouth.com
- United States Counties